# Kragelund (plaats)
Kragelund is een plaats in de Deense regio Midden-Jutland, gemeente Hedensted, en telt ca. 200 inwoners (2008).